# Avangard
L'Avangard (in cirillico: Авангард; nome in codice NATO: SS-X-32Zh Scalpel B), più raramente Oggetto 4202, è un veicolo di rientro ipersonico a corpo portante di fabbricazione russa, sviluppato dal MITT di Mosca negli anni 2010 per aggirare le difese antimissile e massimizzare le probabilità di successo di un attacco nucleare con missili balistici intercontinentali; con il termine Avangard tuttavia, ci si può talvolta riferire all'intero sistema composto da ICBM e veicolo di rientro.
L'aliante, capace di volare a oltre 20 volte la velocità del suono negli strati densi dell'atmosfera, è in grado di variare repentinamente traiettoria ed altitudine di volo rendendosi difficilmente intercettabile.
Portato in orbita da missili balistici intercontinentali come l'UR-100UTTKh, l'R-36M2 e l'RS-28 Sarmat, può trasportare testate multiple sia nucleari che convenzionali.
All'inizio del 2018 fu annunciato che l'inizio della produzione in serie era previsto verso la fine dello stesso anno; l'Avangard è infine entrato in servizio tra i ranghi delle forze missilistiche strategiche russe il 27 dicembre 2019.

## Storia
Il 19 febbraio 2004, Yurij Nikolaëvič Baluyevskij, allora capo di stato maggiore generale delle forze armate russe, dichiarò alla stampa che durante alcuni voli sperimentali i ricercatori russi avevano "testato un veicolo spaziale in grado di volare a velocità ipersonica modificando la propria traiettoria di volo e altitudine e, quindi, di evitare ogni tipo di difesa antimissilistica". Secondo fonti non ufficiali, l'ufficiale si stava riferendo ai test dell'"Objekt 4202" sviluppato dalla Research and Production Association of Machine-Building di Reutov che si sarebbero svolti sin dal 2004 presso il cosmodromo di Bayqoñyr utilizzando come vettore un missile balistico UR-100NUTTKh.

## Sviluppo
Si ritiene che la più recente versione dell'Avangard (allora chiamato Yu-71 e Yu-74) sia stata sperimentata durante una serie di test svolti tra il febbraio 2015 e il giugno 2016 a bordo di missili balistici intercontinentali di tipo UR-100UTTKh lanciati dalla base aerea Dombarovsky. Durante questi test il motoaliante avrebbe raggiunto una velocità di 11200 km/h, colpendo con successo i suoi bersagli presso il poligono missilistico di Kura.

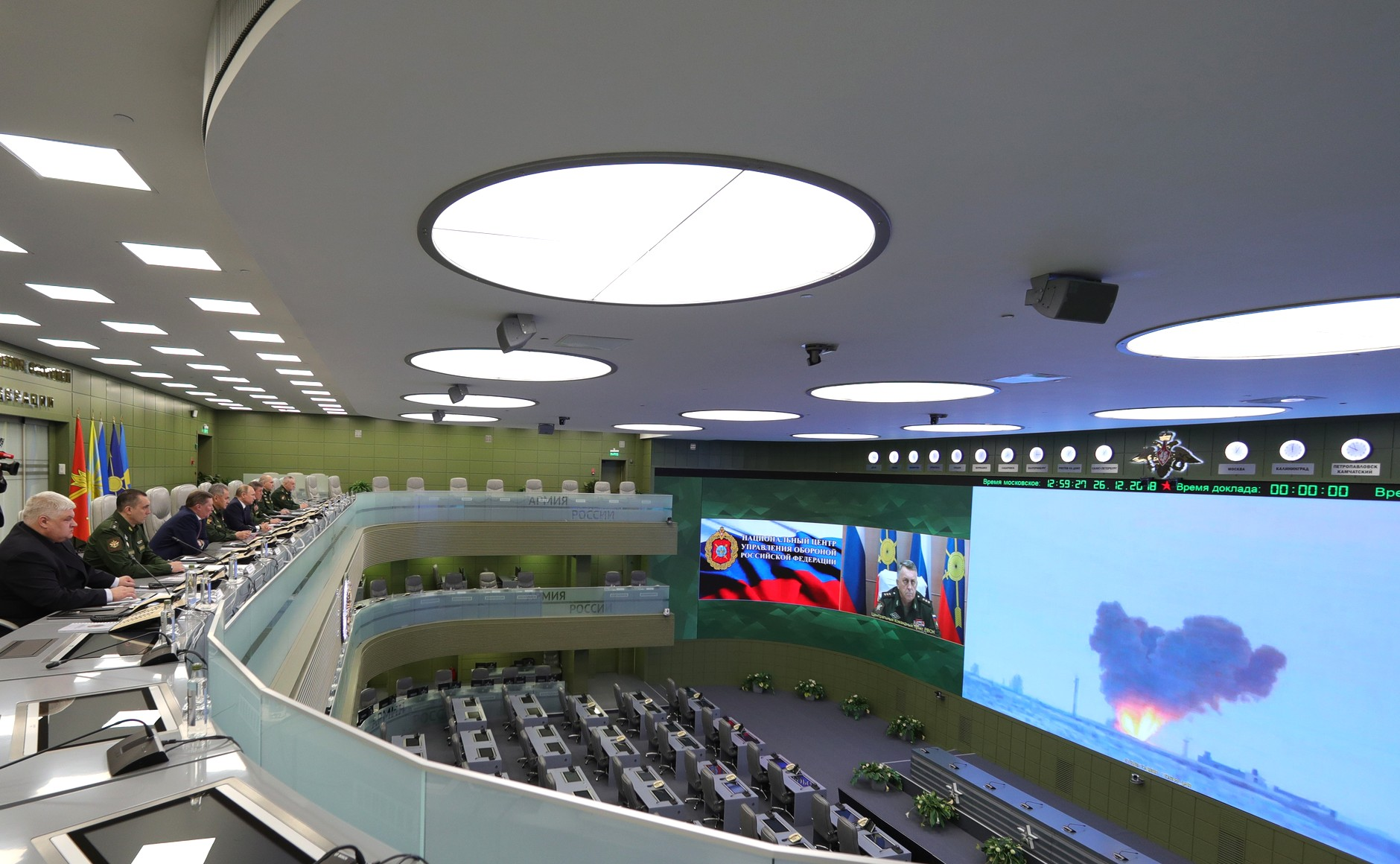
Il comandante supremo delle forze armate russe Vladimir Putin mentre osserva il lancio di un missile con a bordo il motoaliante ipersonico Avangard presso il centro di controllo nazionale della difesa a Mosca, il 26 dicembre 2018.

Un altro test fu condotto nell'ottobre 2016 con l'utilizzo di un ICBM R-36M2 lanciato sempre dalla base area Dombarovsky. Anche in questo caso i bersagli erano situati nel poligono missilistico di Kura e si ritiene che questo sia stato il primo test completamente soddisfacente dell'Avangard.
Il 1º marzo 2018, il presidente russo Vladimir Putin annunciò in un discorso all'Assemblea Federale a Mosca che la fase di sperimentazione dell'arma era stata completata e che il velivolo era entrato definitivamente in produzione. La notizia fu poi confermata anche dal comandante delle forze missilistiche strategiche russe, il colonnello generale Sergei Karakayev.
L'ultimo test di volo è stato effettuato il 26 dicembre 2018 quando il motoaliante è stato lanciato a bordo di un ICBM UR-100UTTKh dalla base aerea Dombarovsky colpendo un bersaglio nel poligono missilistico di Kura. Il giorno dopo, il vice primo ministro russo Jurij Borisov ha dichiarato alla tv russa che il veicolo di rientro ha viaggiato ad una velocità pari a ventisette volte quella del suono, una velocità che lo renderebbe invulnerabile a qualunque dispositivo di intercettazione.
Il 27 dicembre 2019, Putin ha annunciato l'entrata in servizio del primo missile intercontinentale dotato di Avangard come veicolo di rientro. L'ubicazione del missile non è stata rivelata ma, in base a precedenti dichiarazioni rilasciate da ufficiali dell'esercito, si ritiene che sia una base situata negli Urali.
Nell'ottobre 2020 è stato riportato che le infrastrutture per accogliere due reggimenti di Avangard erano pronte per essere consegnate entro la fine dell'anno e che il primo reggimento istituito avrebbe raggiunto la piena capacità operativa nel corso del 2021.

## Caratteristiche
I test del giugno 2016 hanno dimostrato che l'Avangard è in grado di raggiungere la velocità di 11200 km/h, altissima ma comunque inferiore ai 27 Mach (33 076 km/h) dichiarati anche se non ufficialmente misurati da terzi nel test del dicembre 2018, e di effettuare manovre evasive ad alta velocità prima di colpire il bersaglio. In aggiunta ad un'aerodinamica curata sin nei minimi dettagli, il tutto sarebbe possibile grazie ad un motore scramjet che permette al motoaliante, un velivolo lungo 5,4 m e del peso stimato di diverse centinaia di chili, di raggiungere una simile velocità. Secondo fonti militari russe, il velivolo sarebbe in grado di compiere le già citate repentine e improvvise manovre anche durante la fase di rientro in alta atmosfera ed in tempo reale, ossia senza un programma di volo prestabilito, il che renderebbe l'Avangard un'assoluta novità sia nel campo missilistico che nel panorama scientifico. A velocità come quelle comunicate, infatti, il motoaliante è avvolto da un fascio di plasma che sottopone il veicolo a pressione e calore elevatissimi, schermandolo al contempo da qualsiasi tipo di onde elettromagnetiche conosciuto. Il dichiarato successo nella comunicazione con l'Avangard apre quindi interrogativi in tutta la comunità scientifica, poiché secondo le attuali conoscenze risulta impossibile inviare segnali di qualsiasi tipo attraverso uno strato di plasma; è questo ad esempio il motivo per cui durante la fase di discesa dello Space Shuttle si ha una fase di interruzione delle comunicazioni.
Secondo fonti militari russe, oltre le comuni testate convenzionali, il veicolo di rientro sarebbe in grado di trasportare anche testate nucleari di potenza maggiore di 2 megatoni (8 PJ). Un altro possibile carico del motoaliante potrebbe essere costituito da materiali superduri, in modo da fungere da arma cinetica contro bersagli situati in profondità, come bunker antiatomici. In questo caso, a distruggere il bersaglio non sarebbe la potenza della testata utilizzata ma la combinazione di forza di gravità ed energia cinetica liberata dal corpo in caduta.

## Utilizzatori
Russia
- Vozdušno-kosmičeskie sily